# Искра (Ленинградская область)
Искра (до 1948 — Кангаспелто, фин. Kangaspelto) — упразднённый хутор на территории Красносельского сельского поселения Выборгского района Ленинградской области.

## Название
Топоним Кангаспелто в дословном переводе означает «вересковое поле», но образован от антропонима. 
Согласно постановлению общего собрания рабочих и служащих подсобного хозяйства завода «Ильич» зимой 1948 года деревня Кангаспелто получила название Новосёлово, но спустя полгода по решению комиссии по переименованию оно было изменено на Кучерово с обоснованием: «в память воина Советской Армии Кучерова Е. Ф., похороненного в д. Кангаспелто». Однако, вскоре название Кучерово было переброшено на другой населённый пункт — Вейккола, а деревня Кангаспелто по решению исполкома райсовета получила свое третье наименование — Искра.
Переименование было закреплено указом Президиума ВС РСФСР от 13 января 1949 года.

## История
В налоговых книгах шведского периода за 1553 и 1554 годы имя собственное Кангаспелто фигурирует как фамилия крестьянина без упоминания о существовании деревни — таким образом, есть основание предполагать, что данное поселение появилось до середины XVI века.

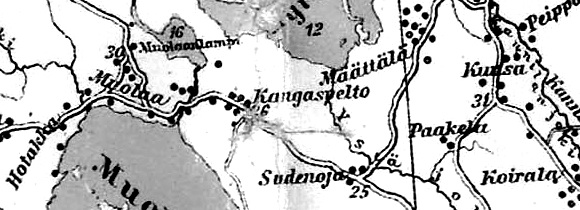
Деревня Кангаспелто на финской карте 1923 года

До 1939 года село Кангаспелто входило в состав волости Муолаа Выборгской губернии Финляндской республики. Население было почти полностью русским. В Кангаспелто находилась православная церковь, школа и два магазина.
С 1 февраля 1963 года — в составе Выборгского района.
Согласно данным 1973 и 1990 годов хутор Искра входил в состав Красносельского сельсовета.
В 1997 году на хуторе Искра Красносельской волости проживали 4 человека, в 2002 году — постоянного населения не было.
Хутор был упразднён 28 декабря 2004 года решением Законодательного собрания Ленинградской области из-за отсутствия жителей.

## География
Хутор располагался в восточной части района на автодороге 41К-181 (Огоньки — Толоконниково).
Расстояние до административного центра поселения — 10 км. 
Хутор находился на северном берегу озера Глубокое.

## Фото

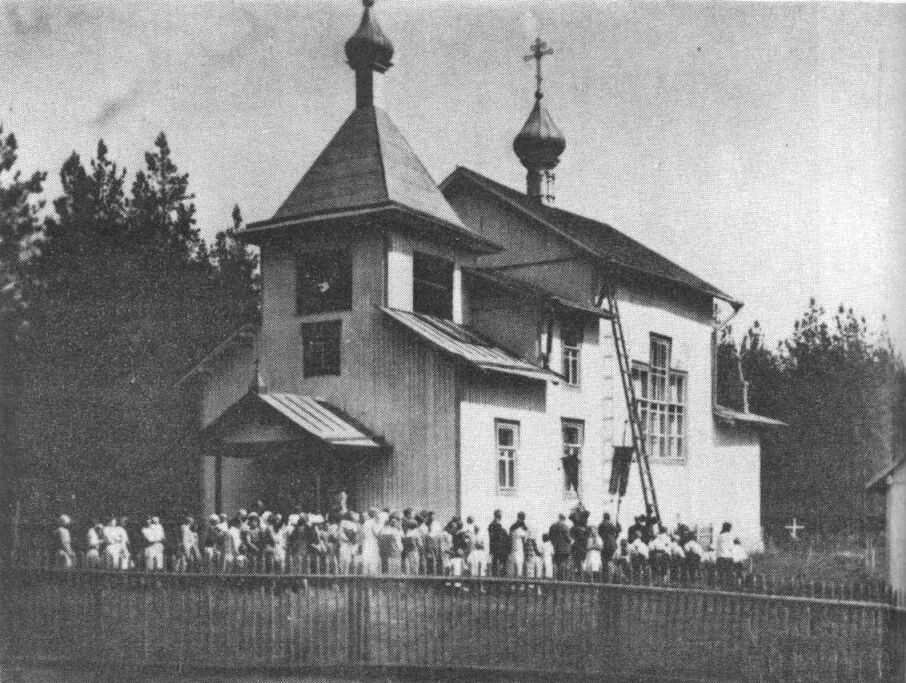
Православная церковь в Кангаспелто
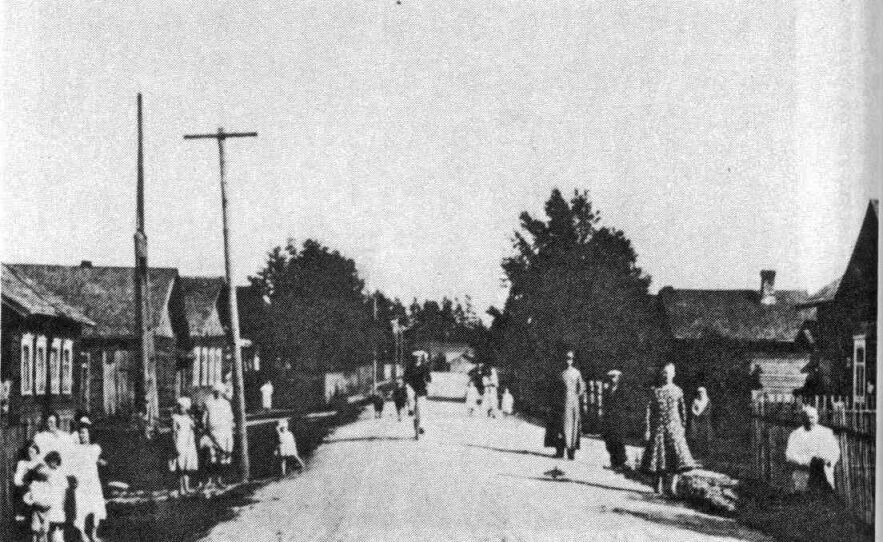
Центр села Кангаспелто. 1930-е годы